# Після дощику в четвер
«Після дощика в четвер» (рос. «После дождичка в четверг», букв. — «На Миколи та й ніколи») — радянська кіноказка 1985 року за мотивами лібрето О. М. Островського для ненаписаної опери.

## Сюжет
Одного разу, після дощику в четвер, у царя Авдія народився первісток. У той же день народився хлопчик у ключниці Варвари, а в капусті був знайдений новонароджений підкидьок. Усіх трьох нарекли Іванами — і Авдій наказав ростити хлопців разом. Однак ключниця зробила по-своєму: поклала в царську колиску свого Івана, а двох інших віддала на каторгу. Минуло двадцять років, і ось перед Іванами постало завдання вийти на свободу, перемогти Кощія Безсмертного і звільнити прекрасну царівну Милолику…

## У ролях
| Актор                 | Роль                                 |
| --------------------- | ------------------------------------ |
| Владислав Толдиков    | Іван-Царевич                         |
| Олексій Войтюк        | Іван-підкидьок                       |
| Геннадій Фролов       | Іван — Варварин син                  |
| Олег Табаков          | Кощій Безсмертний                    |
| Валентина Тализіна    | Варвара                              |
| Марина Зудіна         | Милолика                             |
| Олег Анофрієв         | цар Авдій                            |
| Марина Яковлєва       | Жар-птиця                            |
| Тетяна Пельтцер       | бабка-сторожиха на болоті (Баба-Яга) |
| Юрій Медведєв         | Єгорій                               |
| Семен Фарада          | шах Бабадур                          |
| Володимир Федоров     | Волосатенький                        |
| Василь Кортуков       | царський блазень                     |
| Марія Барабанова      | перша нянька                         |
| Наталія Крачковська   | друга нянька                         |
| Володимир Епископосян | слуга Бабадура                       |
| Георгій Мілляр        | придворний Бабадура                  |
| Сергій Ніколаєв       | стрілець                             |
| Юрій Чернов           | глашатай                             |
| Віктор Мамаєв         | лиходій зі шрамом                    |
| Юлій Кім              | опахальщик                           |
| Мічіслав Юзовський    | стражник на каторзі                  |

## Знімальна група
- Автор сценарію: Юлій Кім
- Режисер: Михайло Юзовський
- Оператори: Костянтин Арутюнов, Володимир Сапожников
- Художник: Борис Ком'яков
- Композитор: Геннадій Гладков